# Bustamante, Nuevo León
Bustamante là một đô thị thuộc bang Nuevo León, México. Năm 2005, dân số của đô thị này là 3326 người.